# Launaea sarmentosa
Launaea sarmentosa es una especie de hierba perenne en la familia Asteraceae. Es nativa de las zonas costeras del este de África, Madagascar, Seychelles, Mauricio, Maldivas, India, Sri Lanka y Sureste de Asia. Se ha naturalizado en Western Australia.

## Usos
Kulla-filaa (IAST Kuḷḷafilā, ކުއްޅަފިލާ ) en idioma de Maldivas ha sido en la gastronomía de Maldivas por siglos en platillos tales como mas huni y también como planta medicinal.